# System Jaskiń Towarnich
System Jaskiń Towarnich – system jaskiniowy pod szczytem wzniesienia Góry Towarne Duże w miejscowości Kusięta w województwie śląskim, w powiecie częstochowskim, w gminie Olsztyn. Pod względem geograficznym jest to obszar Wyżyny Mirowsko-Olsztyńskiej będącej częścią Wyżyny Częstochowskiej w makroregionie Wyżyna Krakowsko-Częstochowska.
Jaskinia znana jest także pod nazwami Jaskinia Towarna lub Jaskinia Niedźwiedzia. Wskutek odkryć grotołazów okazało się, że łączy się ona z sąsiednią jaskinią Dzwonnica, obydwie tworzą więc jeden system jaskiniowy. Z tego powodu utworzono jego nową nazwę – System Jaskiń Towarnich.

## Opis jaskini
Ma wylot u zachodniej podstawy skały Grota, na wysokości 330 m n.p.m. Jest połączona z drugą jaskinią – Dzwonnicą. Obydwie tworzą poziomy ciąg korytarzy wewnątrz wzniesienia Gór Towarnych Dużych. Jaskinia Towarna posiada bardzo obszerny wylot z dużą salą. Jej ściany są dobrze wygładzone przez wodę. Na południowy wschód odchodzi boczny, 10-metrowej długości korytarz prowadzący do sali, w której pełno jest siana. Dawniej bowiem urządzono w niej miejsce do spania. Sala ta kończy się ślepym, zanieczyszczonym korytarzem. Główny ciąg jaskini natomiast prowadzi w kierunku wschodnim. Początkowo jest wysoki, potem coraz niższy. W pewnym momencie na lewo odchodzi od niego niski przełaz prowadzący do jaskini Dzwonnica. Korytarz dalej biegnie prosto i kończy się ślepo w Sali Niedźwiedziej.
Jest to jaskinia krasowa wyrzeźbiona w wapieniach jurajskich. Występują w niej rzadkie w jurajskich jaskiniach denne kotły wirowe (marmity). Posiada obfite, gliniasto-piaszczyste namulisko z otoczakami i wapiennym gruzem. Na ścianach występują nacieki, z niektórych kapie woda. Ściany są wilgotne. Średnia temperatura w końcowych odcinkach jaskini wynosi 7,5º – 9,6 °C. W niektórych latach hibernują w niej nietoperze. W latach 70. XX wieku było to kilka osobników nocka dużego (Myotis myotis) i nocka Natterera (Myotis nattereri), w 2000 r. 6 nocków dużych i jeden nocek Brandta (Myotis brandtii). W jaskini stwierdzono występowanie dwóch gatunków troglobiontów: skoczogonka Arrhopalites pygmaeus i pająka Porrhomma moravicum.

## Historia poznania
Jaskinia ma tak duży otwór wejściowy, że miejscowej ludności znana była od dawna. Po raz pierwszy wzmiankował ją A. Wiślicki w 1856 r.: ...jak również grota we wsi Kusięta leżąca. W literaturze naukowej po raz pierwszy wymieniono ją w 1909 r. W 1938 r. Błaszczyk znalazł w niej kości niedźwiedzia jaskiniowego, hieny jaskiniowej i wymarłego gatunku konia. Obszernie opisał jaskinię w II tomie rocznika Ziemi Częstochowskiej, sporządził plan jaskini i nazwał ją grotą niedźwiedzią. W 1949 r. została zinwentaryzowana przez Kowalskiego pod nr 497 jako Jaskinia w Górze Towarnej i w 1951 ujęta w jego opracowaniu „Jaskinie Polski”.
W latach 1970–1971 archeolodzy badali namulisko jaskini. Znaleźli w nim węgliste warstewki świadczące o zamieszkiwaniu w niej ludzi prehistorycznych w okresie środkowego paleolitu.

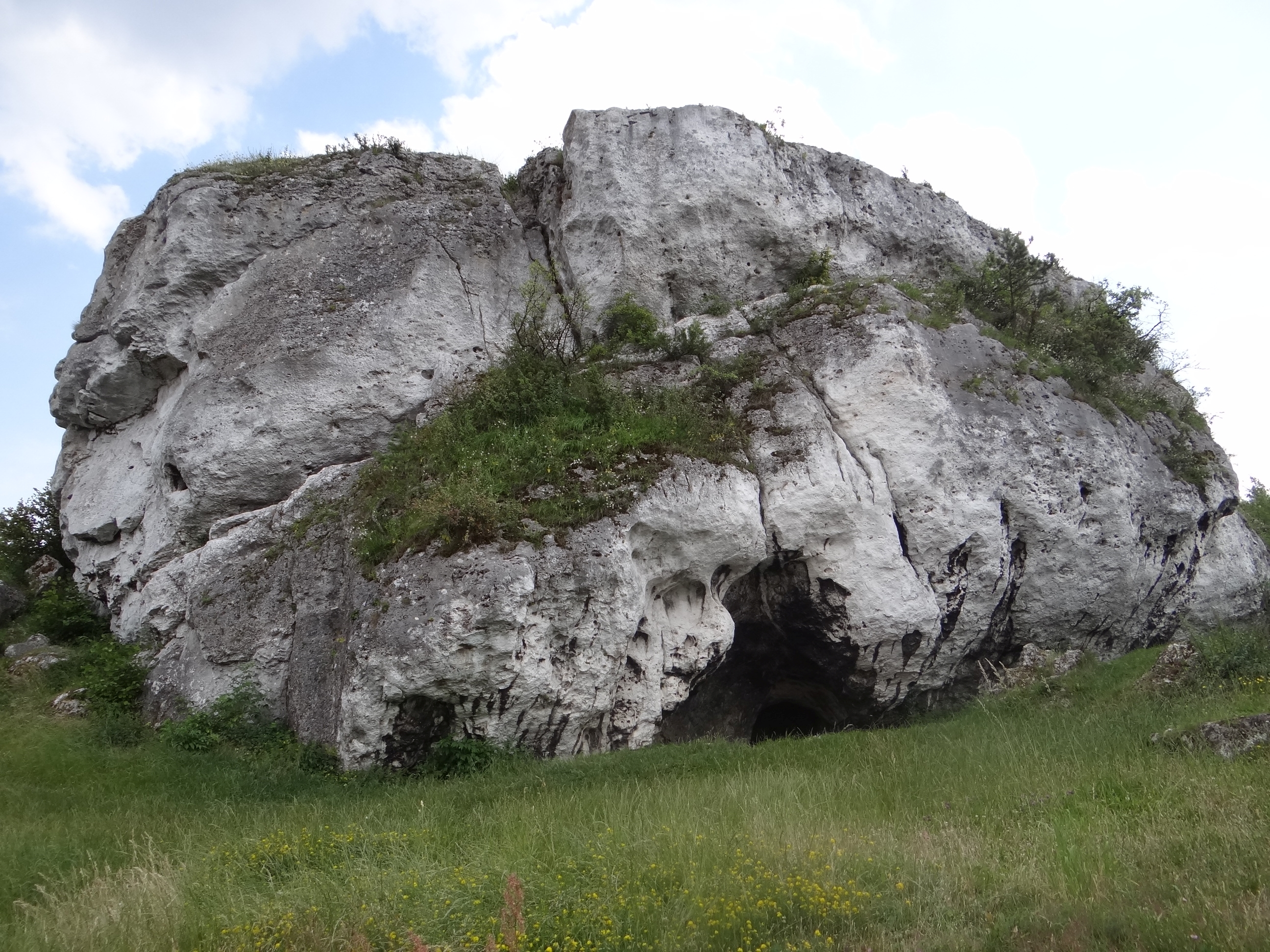
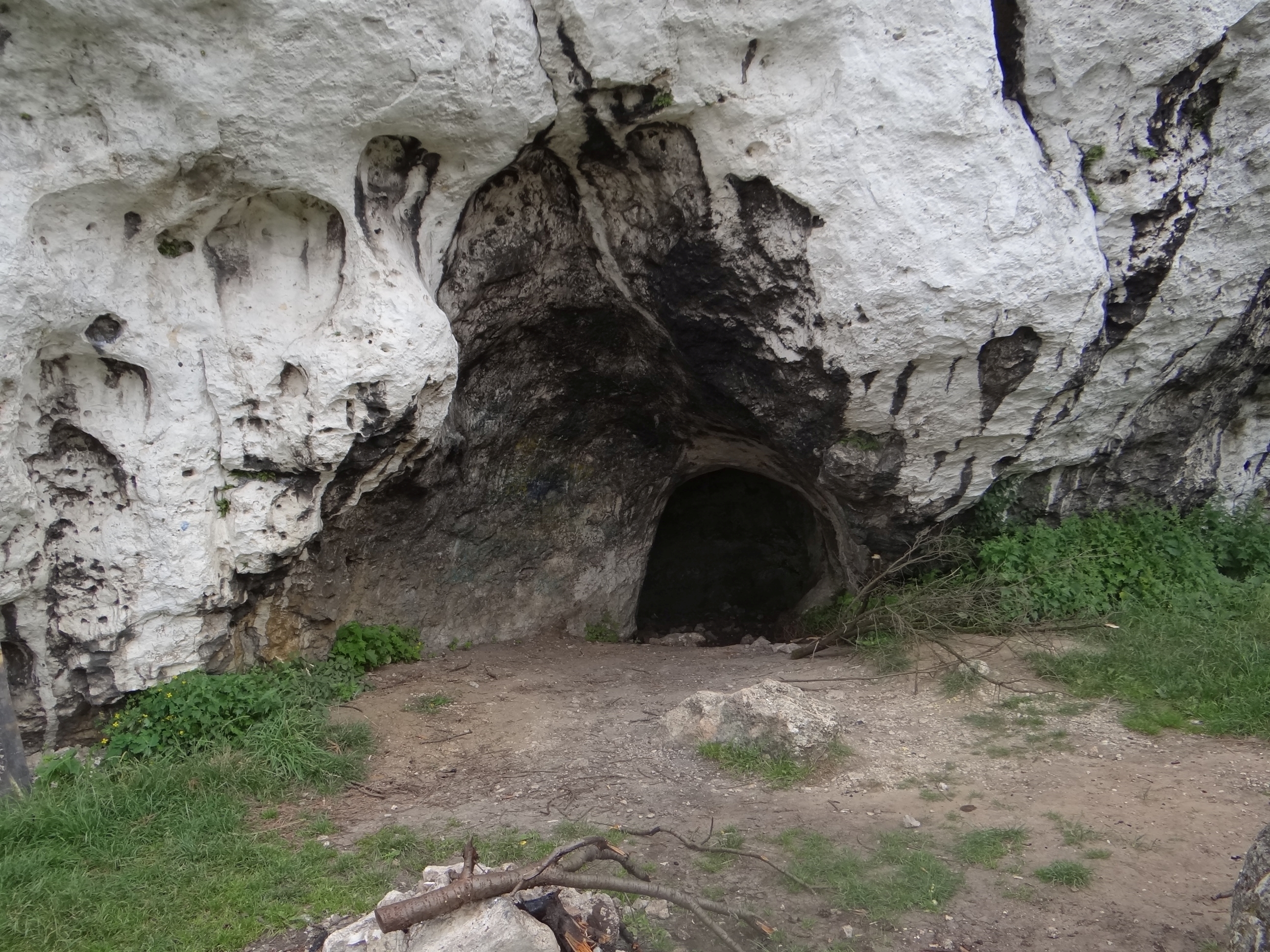
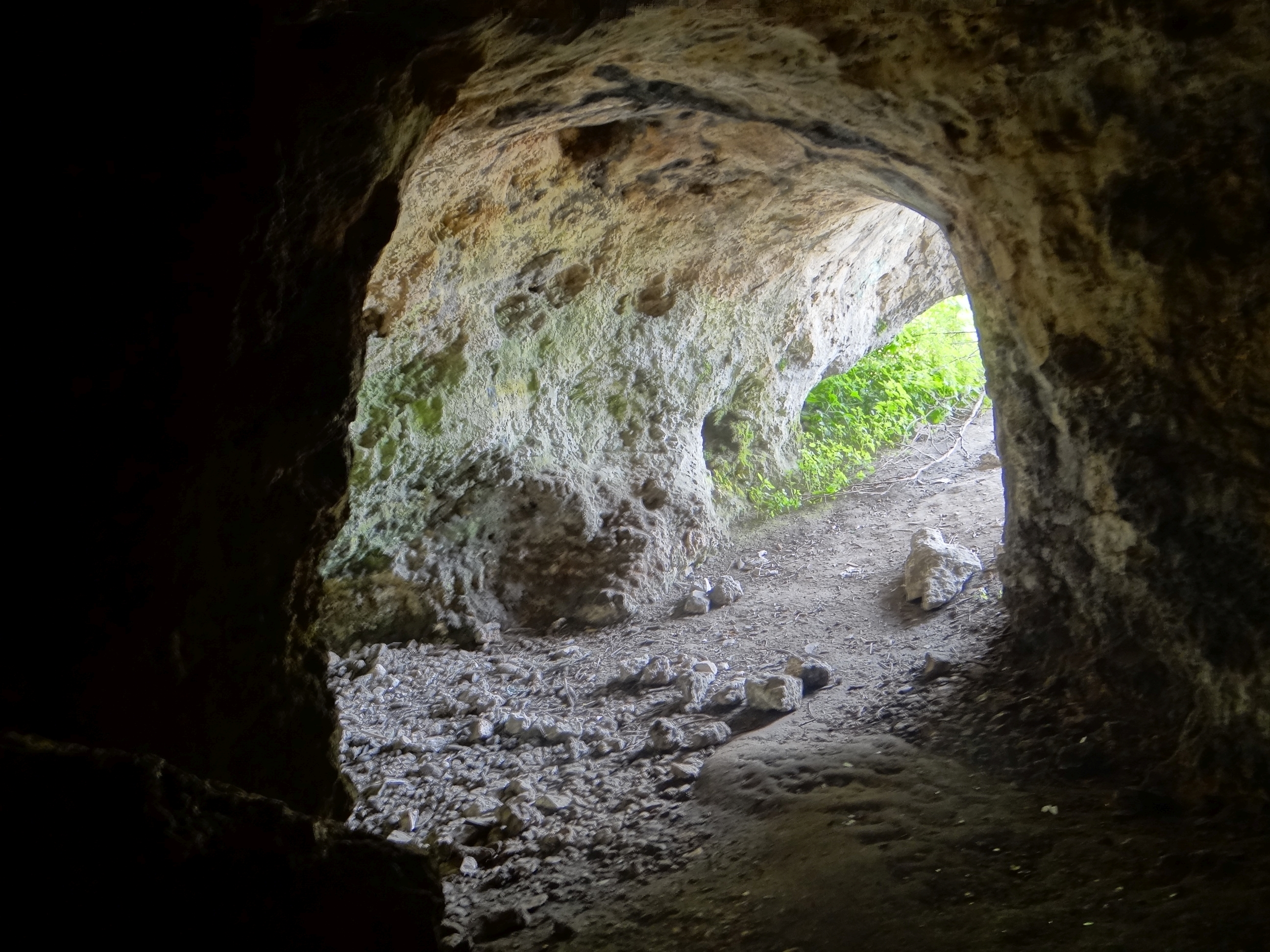
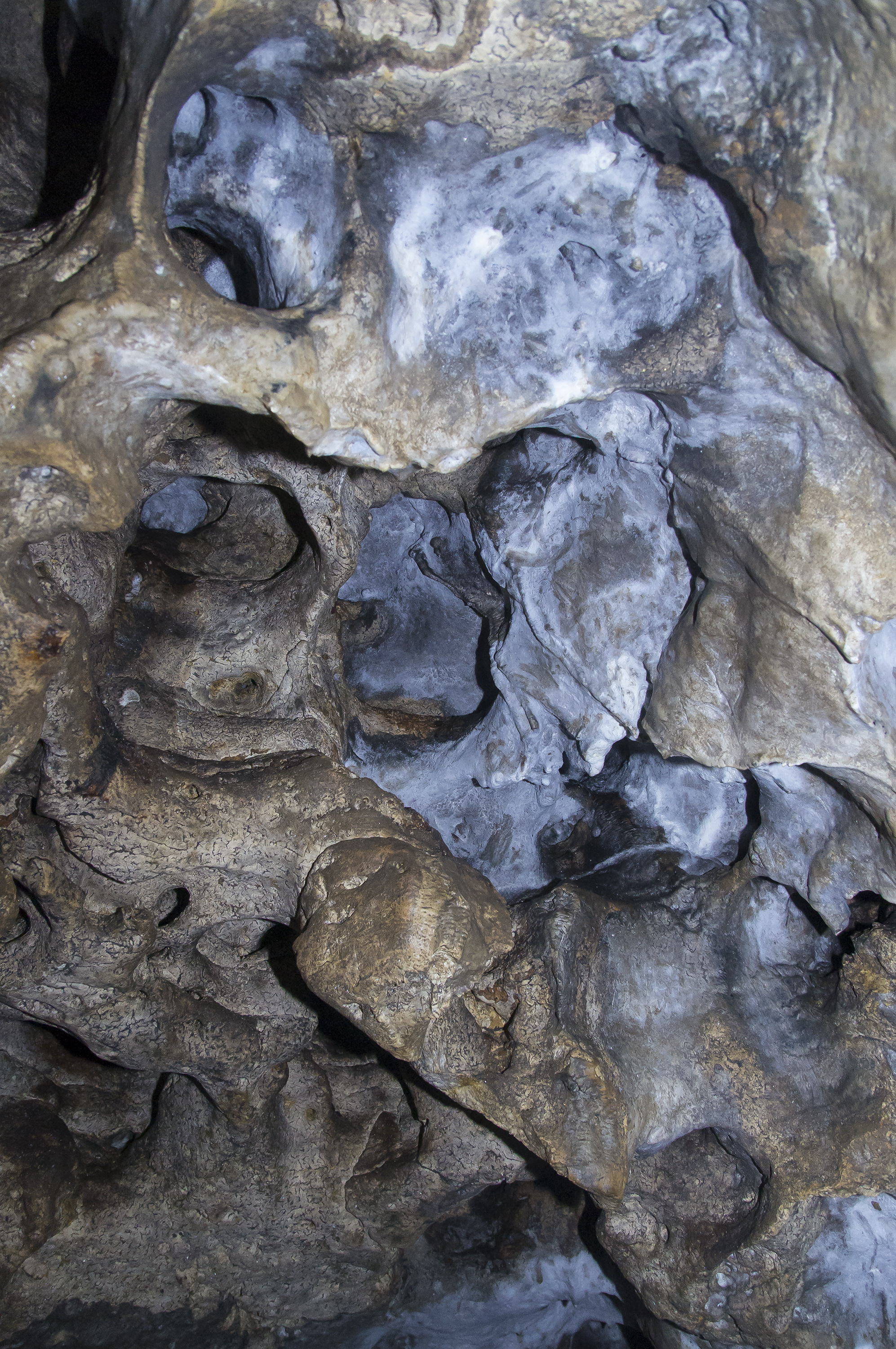
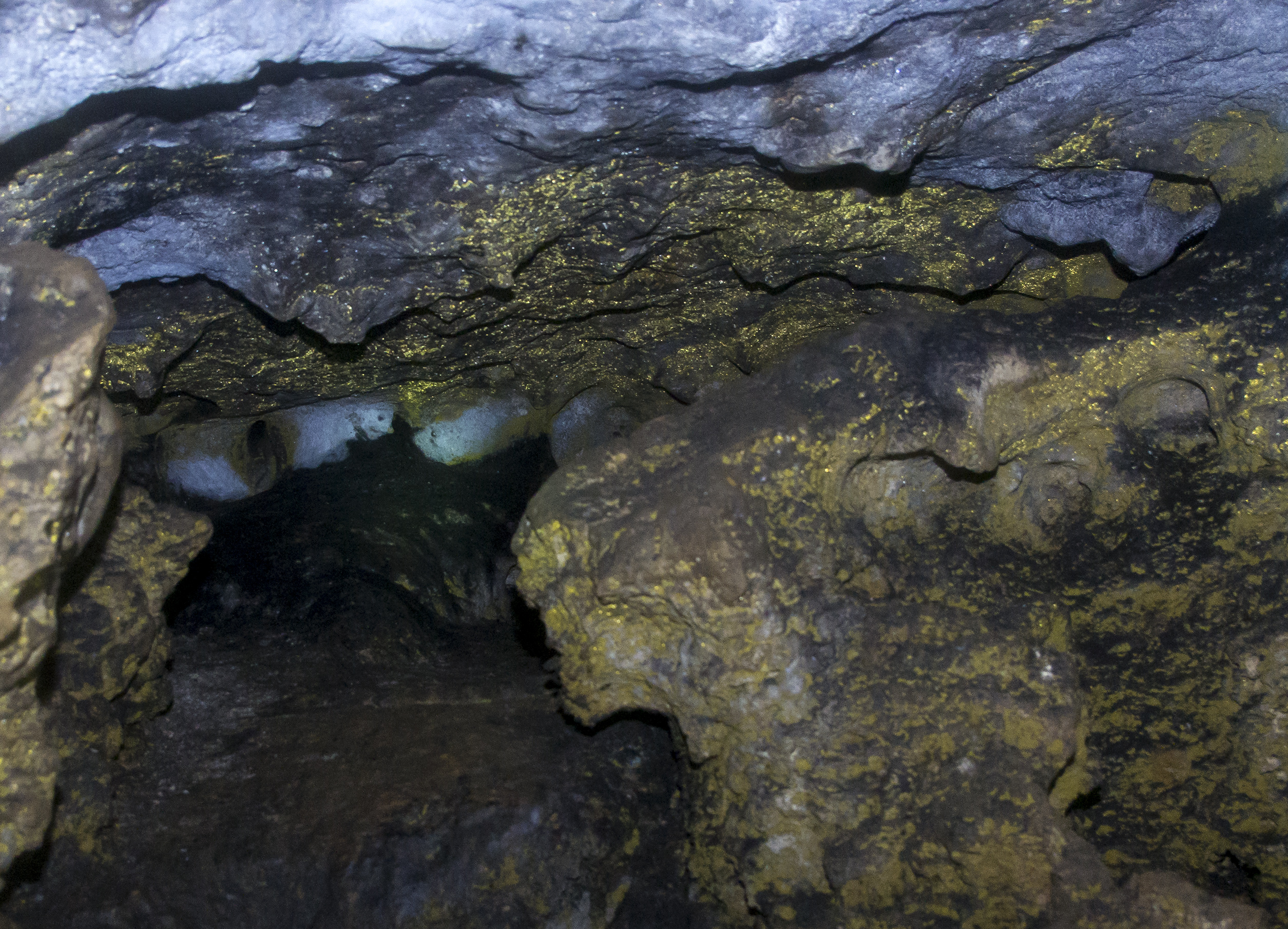
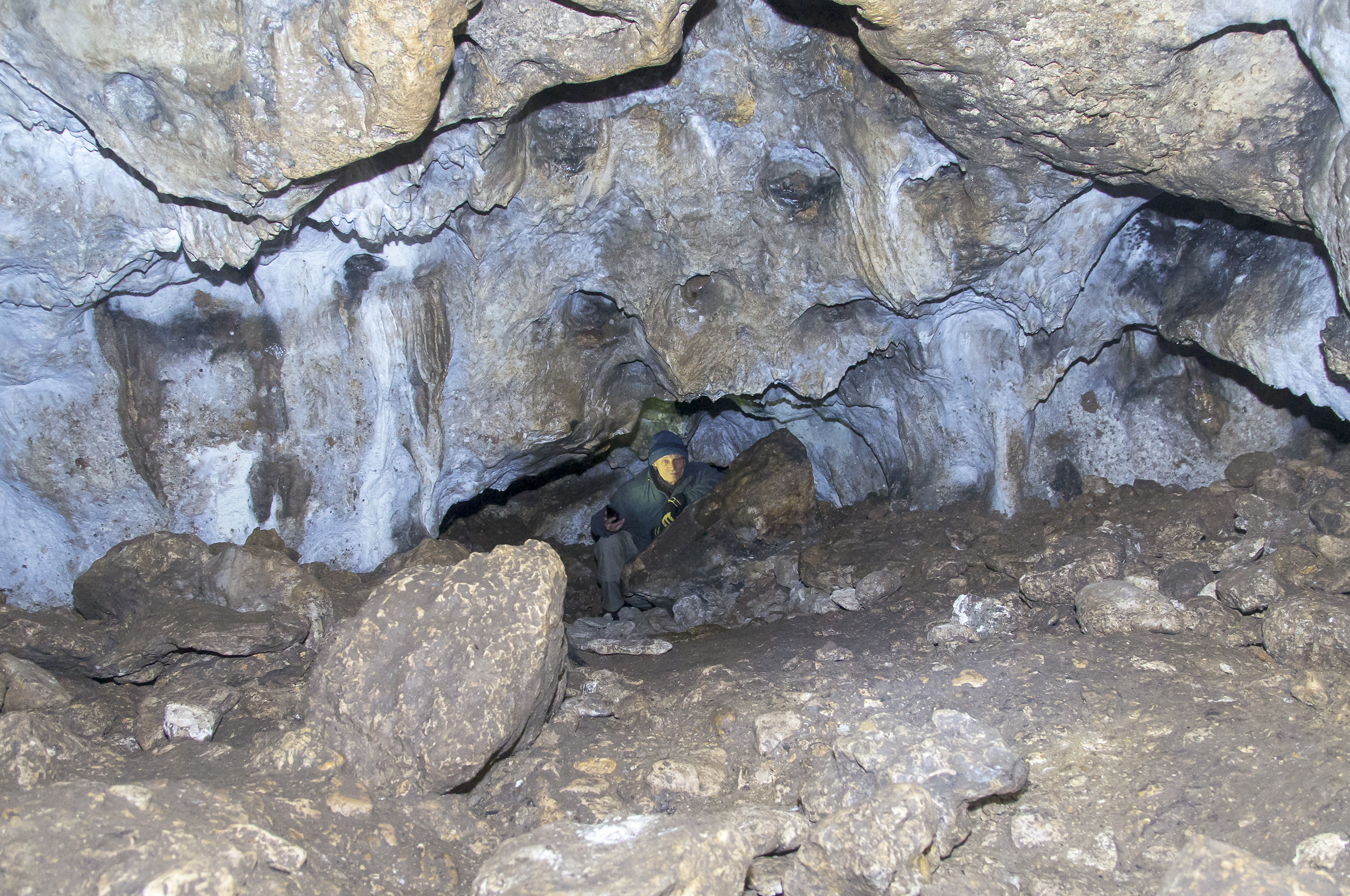
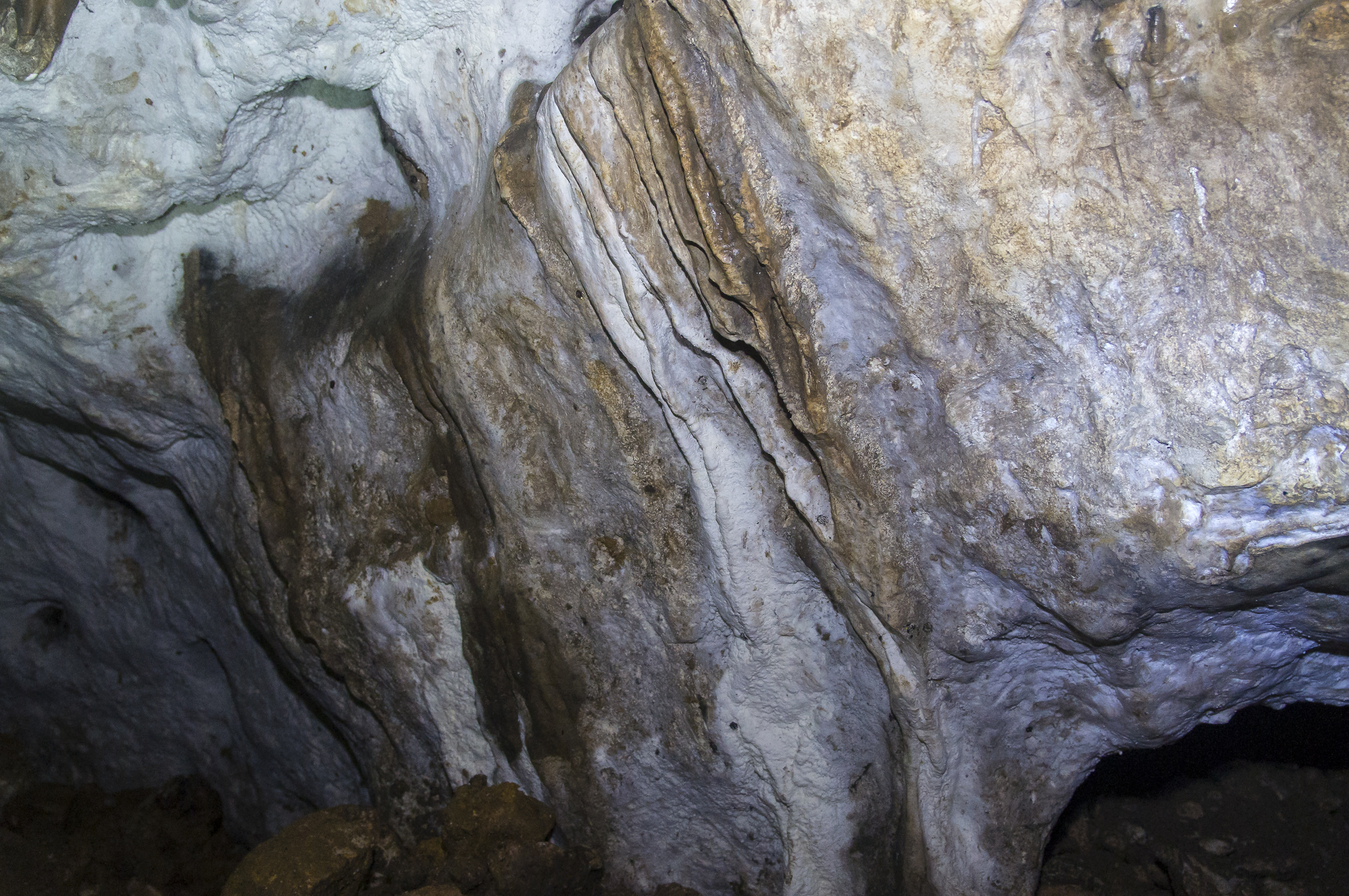
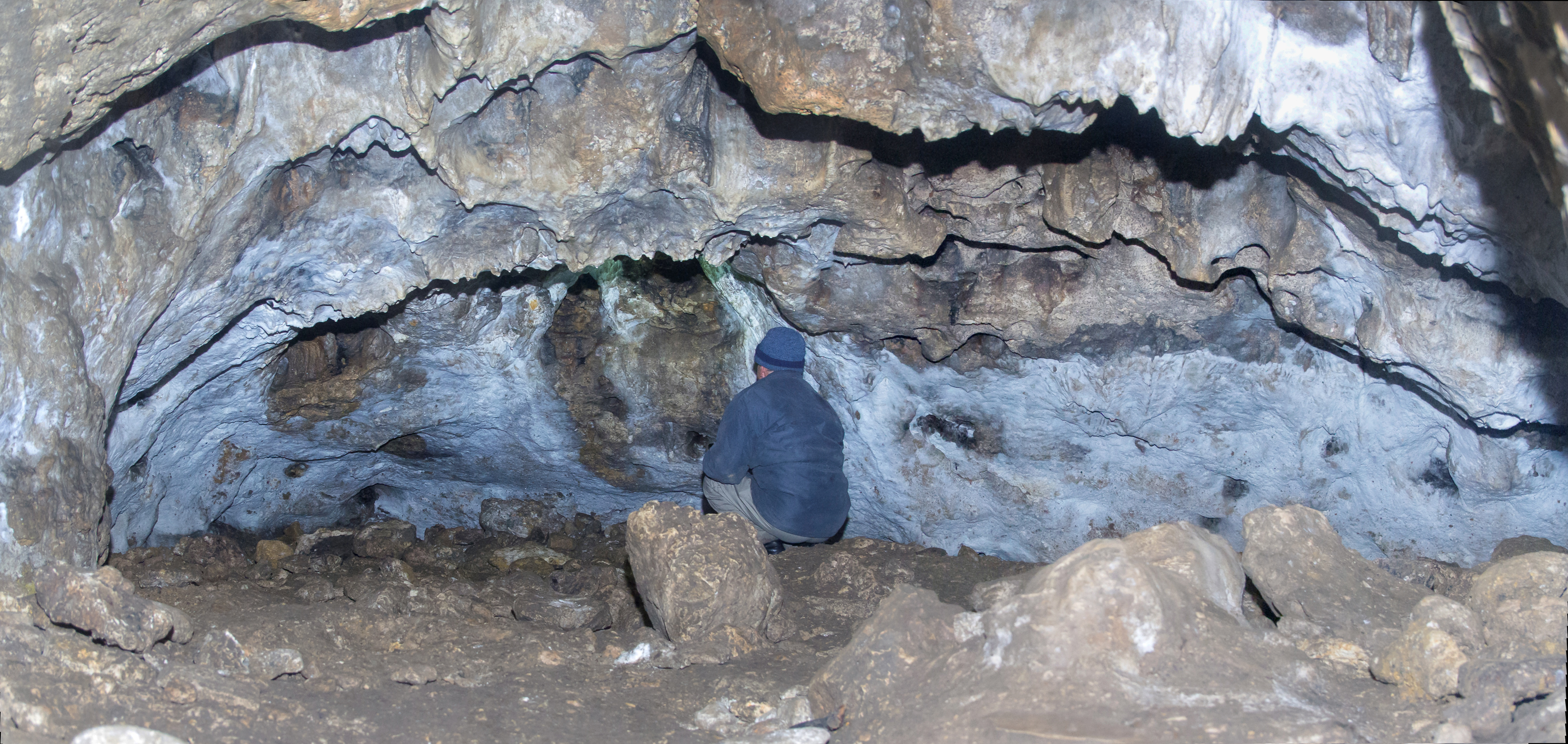